# Matyáš
Matyáš ist ein tschechischer männlicher Vorname und Familienname, die deutsche Form ist Matthias. Als Nachname lautet die weibliche Variante Matyášová.

## Namensträger

### Vorname
- Matyáš Jachnicki (* 1999), tschechischer Volleyballspieler
- Matyáš Lerch (1860–1922), österreichisch-tschechischer Mathematiker
- Matthias Corvinus (tschechisch Matyáš Korvín, 1443–1490), König von Ungarn und Böhmen
- Matthias (HRR) (tschechisch Matyáš, 1557–1619), Kaiser des Heiligen-Römischen Reichs, König von Ungarn und Böhmen

### Familienname
- Pavla Schorná geborene Matyášová (* 1980), tschechische Biathletin